# Yorki Margit angol királyi hercegnő
Yorki Margit hercegnő (Winchester-kastély, 1472. április 10. - 1472. december 11.) IV. Eduárd angol király és Woodville Erzsébet gyermeke volt.

## Élete
Yorki Margit hercegnő kevesebb mint egy évet élt. A királyi pár ötödik gyermekeként, negyedik lányaként született. Három nővére - Erzsébet, Mária, Cecília - és egy bátyja, a későbbi V. Eduárd volt. A kislány, valószínűleg valamilyen betegségben, 1472. december 11-én meghalt. A Westminsteri apátságban temették el.